# ラウール・トレンテ
ラウール・トレンテ・ナバーロ (Raúl Torrente Navarro , 2001年3月1日 - )は、スペイン・ムルシア州サン・ハビエル出身のサッカー選手。プリメーラ・ディビシオン・グラナダCF所属。ポジションはDF。

## クラブ経歴
地元サン・ハビエルに本拠地を置くマル・メノールFCのカンテラを経て、2018年にグラナダCFのカンテラに入所。2020年にBチームにあたるクルブ・レクレアティーボ・グラナダに昇格。2020-21シーズンはプリメーラ・ディビシオンRFEFで20試合に出場。2021年9月にトップチーム昇格が決まり、2024年までの契約を締結。11月1日のレバンテUD戦で、後半42分に起用され、ラ・リーガデビューを果たし、3-0で勝利。以降最終ラインに定着した。